# Reazione di Schikorr
La Reazione di Schikorr è un processo chimico in cui l'idrossido ferroso viene convertito in magnetite dopo vari passaggi.

Venne studiata per la prima volta da Gerhard Schikorr negli anni tra il 1928 ed il 1933.

## Meccanismo di reazione

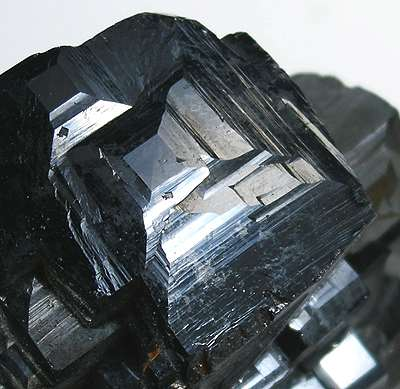
Magnetite.

La reazione avviene in ambiente anaerobico.

Si ossida il ferro(II) contenuto nell'idrossido ferroso utilizzando l'idrogeno contenuto nell'acqua, che riducendosi si separa dall'ossigeno diventando idrogeno gassoso:
Fe2+ → Fe3+ + e- (ossidazione del ferro(II))
H2O + e- → OH- + ½H2↑ (riduzione dell'idrogeno)
Fe3+ + 3OH- → Fe(OH)3 (prima reazione)
Si aggiunge quindi dell'altro idrossido di ferro(II), in rapporto di 1 mole ogni 2 moli di ferro(III):
2OH- → O2- + H2O
Fe2+ + O2- → FeO
2Fe3+ + 3O2- → Fe2O3
FeO + Fe2O3 → Fe3O4
La reazione globale si può riassumere in:
3Fe(OH)2 → (FeO·Fe2O3) + 2H2O + H2↑
E si può scrivere nella formula chiamata reazione di Schikorr come:
3Fe(OH)2 → Fe3O4 + 2H2O + H2↑